# 早川大介 (漫画家)
早川 大介（はやかわ だいすけ、1977年 - ）は、日本の漫画家、イラストレーター。ポプラ社などで、伝記漫画の作画などを担当している。静岡県生まれ。

## 作品リスト

### 漫画
- 歴史漫画タイムワープシリーズ通史編 9 江戸時代へタイムワープ（「監修:河合敦」「原作:チーム・ガリレオ」）
- コミック版三国志英雄伝3 曹操（「企画・構成・監修:加来耕三」「原作:水谷俊樹」）
- コミック版日本の歴史1 戦国人物伝 織田信長（「企画・構成・監修:加来耕三」「原作:すぎたとおる」）
- コミック版日本の歴史5 戦国人物伝 加藤清正（「企画・構成・監修:加来耕三」「原作・すぎたとおる」）
- コミック版日本の歴史9 歴史を変えた日本の合戦 関ヶ原の合戦（「企画・構成・監修:加来耕三」「原作:すぎたとおる」）
- コミック版日本の歴史11 幕末・維新人物伝 坂本龍馬（「企画・構成・監修:加来耕三」「原作:すぎたとおる」）
- コミック版日本の歴史20 飛鳥人物伝 聖徳太子（「企画・構成・監修:加来耕三」「原作:水谷俊樹」）
- コミック版日本の歴史25 戦国人物伝 明智光秀（「企画・構成・監修:加来耕三」「原作:すぎたとおる」）
- コミック版日本の歴史30 源平武将伝 木曾義仲（「企画・構成・監修:加来耕三」「原作:水谷俊樹」）
- コミック版日本の歴史31 室町人物伝 足利尊氏（「企画・構成・監修:加来耕三」「原作:すぎたとおる」）
- コミック版日本の歴史45 戦国人物伝 朝倉義景（「企画・構成・監修:加来耕三」「原作:静霞薫」）
- コミック版日本の歴史47 平安人物伝 空海（「企画・構成・監修:加来耕三」「原作:静霞薫」）
- コミック版日本の歴史50 戦国人物伝 真田昌幸（「企画・構成・監修:加来耕三」「原作:安戸ひろみ」）
- コミック版日本の歴史56 戦国人物伝 服部半蔵（「企画・構成・監修:加来耕三」「原作:水谷俊樹」）
- コミック版日本の歴史61 幕末・維新人物伝 大久保利通（「企画・構成・監修:加来耕三」「原作:水谷俊樹」）
- ユヌス教授のソーシャル・ビジネス まんが版（「企画・構成:加来耕三」「原作:すぎたとおる」）